# Metlaouia fiorii
Metlaouia fiorii là một loài bướm đêm trong họ Noctuidae.